# 円福寺 (岡崎市)
- 圓福寺

円福寺 （えんぷくじ）は、愛知県岡崎市岩津町字檀ノ上85番地にある浄土宗西山深草派の大本山。もとは妙心寺として、松平親則の居城・岩津妙心寺城跡に築かれた。1883年（明治16年）に京都の円福寺と寺号交換した。

## 歴史

### 岩津妙心寺城時代
15世紀中頃、松平信光の子・松平親則が、当地にあった岩津妙心寺城を居城とした。

### 寺院としての展開
1461年（寛正2年） 、親則の早世後、親則及び信光室真浄院の菩提のため岩津妙心寺城跡に妙心寺を建立。開山は信光の従兄・教然良頓（松平泰親の長子）。1464年（寛正5年） に教然良頓が没し、妙心寺に埋葬された。
妙心寺はもともと西方寺の末寺であったが、西方寺が僻地にあったため、1518年（永正15年）に松平信忠の命で、妙心寺が本寺となった。また三河三檀林の一つとして僧侶養成を担ったが、西方寺も看護寺として妙心寺の管理などを担った。

### 近代以降
京都の円福寺はもともと山城国紀伊郡深草村にあったが、1864年（元治元年）に戦火で焼けるなどし、さらに明治維新後には寺領の大半が没収された。その後、再建を図ったが敷地が狭隘で再建することができなかったため、1883年（明治16年）に寺号交換し、妙心寺が円福寺となった。その際本尊などは京都の円福寺と交換し、建物や境内は旧妙心寺のものをそのまま引き継いだ。2002年（平成14年）に大改修がなされ、落慶法要が行われた。

## 伽藍と遺構

### 現存する建造物、立木

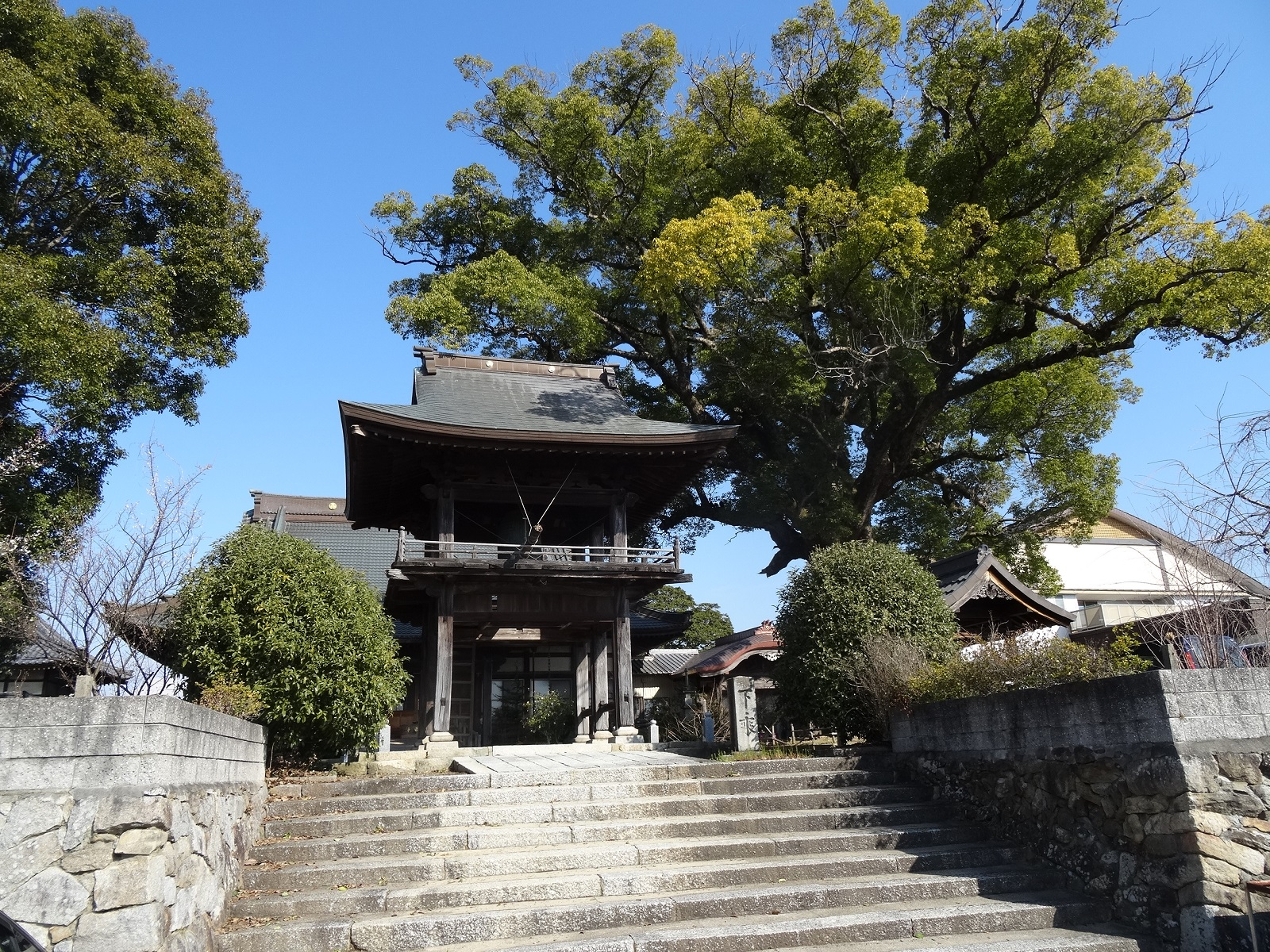
円福寺の大楠と鐘楼門

- 本堂 - 1780年（安永9年）建立の旧妙心寺時代の建物を継承[8]。
- 総門 - 旧妙心寺のもので、左甚五郎作と伝わる鯉の滝登りの彫刻が彫られている[8]。
- 大楠 - 樹齢数百年といわれる[8]。

### 岩津妙心寺城
- 寺院境内あるいは寺院裏が松平親則の居城・岩津妙心寺城跡とされる。いずれも松平信光の子の居城とされる岩津七城の1つ。また三河古城記、三河古城日記には「妙心寺裏の古城松平大膳」とあり、岩津城築城前に松平泰親や松平信光に滅ぼされたとされる中根大膳（岩津大膳とも）の城跡ともみえる[1][9][10]。

## 文化財
| 名称             | 種別 | 年代     | 備考               |
| ---------------- | ---- | -------- | ------------------ |
| 木造阿弥陀三尊像 | 彫刻 | 鎌倉時代 | 3軀                |
| 木造法然上人坐像 | 彫刻 | 室町時代 |                    |
| 木造善導大師坐像 | 彫刻 | 室町時代 | 日本最古級の善導像 |

## 墓所
- 岩津松平家
  - 良頓上人の墓[14][15]
  - 松平泰親室蓮昇院の墓[15]
  - 松平信光母松樹院の墓[15]
  - 松平信光室真浄院の墓[14]
- 長沢松平家
  - 松平親則（妙心院）の墓[14][15]
  - 松平親益の墓
  - 松平親清の墓
  - 松平勝宗の墓
  - 松平一忠の墓
  - 松平親広の墓
  - 松平松千代の墓
- 旗本長沢松平家（清直系）
  - 松平近清の墓
  - 松平清直の墓
  - 松平清須の墓
  - 松平信実の墓
- 旗本長沢松平家（親宅系）
  - 松平親宅の墓
  - 松平親正の墓
  - 松平親茂の墓
  - 松平親安の墓
- 大河内松平家
  - 松平正綱の墓
  - 松平信綱の墓
- 安祥松平家家臣
  - 平岩親重の墓
- 徳川家康家臣
  - 畔柳孫左衛門尉清常他畔柳氏代々の墓[16][15]

## 宗教的意義
- 松平氏の庇護のもと、三河深草派の教学中心地として発展[3]。
- 法蔵寺、崇福寺とともに、浄土宗西山深草派三河三檀林を形成し、三河の深草派を統合し、多くの僧侶を養成した[3][17][18]。